# Zenyatta
Zenyatta (Kentucky, 1º aprile 2004) è una cavalla di razza purosangue inglese, campione in USA.
È chiamata "Queen of Racing" (in italiano: Regina delle Corse) per le sue 19 vittorie su 20.
Il suo nome viene dall'album dei The Police Zenyatta Mondatta; infatti la casa discografica dell'album è di proprietà del suo padrone, Jerry Moss.
Ormai ritirata dalle corse, nella sua carriera di corridore ha vinto un montepremi totale di 7.304.580 dollari.

## Prole
L'8 marzo 2012, ha dato alla luce il suo primo puledro, Cozmic One, da Bernardini altro corridore come lei.
Il 1º aprile 2013, nel giorno del suo 9º compleanno, ha dato alla luce il suo secondo puledro, Ziconic.
Il 20 aprile 2014, nel giorno di pasqua, ha dato alla luce il suo terzo puledro, una femmina da War Front.

## Pedigree
Pedigree di Zenyatta:
| Padre Street Cry (1998)  | Nonno Machiavellian (1987) | - Mr. Prospector (1970) - Coup De Folie (1982) |
| Padre Street Cry (1998)  | Nonna Helen Street (1982)  | - Troy (1976) - Whaterway (1976)               |
| Madre Vertigineux (1995) | Nonno Kirs S. (1977)       | - Roberto (1969) - Sharp Queen (1965)          |
| Madre Vertigineux (1995) | Nonna For The Flag (1978)  | - Forli (1963) - In The Offing (1973)          |